# 狗头帽
狗头帽，为一种汉族儿童常见帽子，流行于中华人民共和国大部分地区。

## 特点
狗头帽在江南地区（江浙）较为普遍，其两边常饰有狗状耳朵，帽前有的钉八仙（帽沿有银质寿星），常见有“长命富贵”、“金玉满堂”等字。男、女孩子都可戴，狗头帽取义戴此帽如家犬般快速成长。通常是满月后戴。在浙江淳安当地，清朝民国期间流行以花、叶为图案。